# Nitneo
Nitneo is een bestuurslaag in het regentschap Kupang van de provincie Oost-Nusa Tenggara, Indonesië. Nitneo telt 1178 inwoners (volkstelling 2010).